# Libia Grueso
Libia Grueso (n. Buenaventura, 4 de junio de 1965) es una trabajadora social egresada de la Universidad del Valle, activista de los derechos humanos colombiana, luchando por los derechos civiles de las comunidades afrocolombianas.
Es también cofundadora de Procesos de las Comunidades de Negros (PCN). Ha manejado con seguridad más de 24 000 km² en los derechos territoriales de las comunidades rurales negras del país, y se ha centrado en la protección de la selva del Pacífico de Colombia.

## Algunas publicaciones
- Arturo Escobar, libia Grueso, carlos Rosero. 2002. Diferencia, nación y modernidades alternativas. Gaceta. 48: 50-80

### Libros
- libia Grueso, Arturo Escobar, carlos Rosero. 2008. “The Process of Black Community Organizing in the Southern Pacific Coast of Colombia”. En Cultures of Politics/Politics of Culture. Revisioning Latin American Social Movements, Westview Press, Boulder

## Honores
- 2004: Libia Grueso ha recibido el Goldman Environmental Prize.[3]